# Ahn Seong-min
Ahn Seong-min (kor. 안성민; * 9. August 1999) ist ein südkoreanischer Fußballspieler.

## Karriere

### Verein
Ahn Seong-min erlernte das Fußballspielen in den Schulmannschaften der Sadong Elementary School und der Haksung Middle School, in den Jugendmannschaften der Suwon Samsung Bluewings und des Gangwon FC sowie in der Universitätsmannschaft der Kyung-Hee-Universität. Seinen ersten Profivertrag unterschrieb er am 2. März 2020 beim Ansan Greeners FC. Das Fußballfranchise aus Ansan spielte in der zweiten südkoreanischen Liga. In seiner ersten Saison kam er nicht zum Einsatz. Die Saison 2021 wurde er an den Drittligisten Gimpo FC ausgeliehen. Am Ende der Saison feierte er mit Gimpo die Meisterschaft und den Aufstieg in die zweite Liga. Nach der Saison kehrte er nach Ansan zurück. In der Saison 2022 bestritt er 18 Zweitligaspiele für Ansan. Von Januar 2023 bis Anfang August 2023 war er vertrags- und vereinslos. Am 4. August 2023 ging er nach Thailand, wo er in Ayutthaya einen Vertrag beim Zweitligisten Ayutthaya United FC unterschrieb. Nach zwölf Zweitligaspielen wurde sein Vertrag nach der Hinrunde im Januar 2024 aufgelöst.

### Nationalmannschaft
Ahn Seong-min spielte 2016 zweimal für die südkoreanische U17-Nationalmannschaft. 2018 kam er einmal in der U19 zum Einsatz.

## Erfolge
Gimpo FC
- Südkoreanischer Drittligameister: 2021  ▲